# Rheingold
Rheingold® es una variedad cultivar de ciruelo (Prunus domestica), de las denominadas ciruelas europeas, es marca registrada® Variedad club.
Una variedad de ciruela criada antes de 1990 en el  "Forschungsanstalt Geisenheim" (Instituto de Investigación Geisenheim) en Geisenheim / Rheingau (Alemania), mediante el cruce de las variedades 'President' x 'Severn Cross', y se comercializó en 1999.
Las frutas tienen una talla de tamaño grande a muy grande de forma ovoidea, piel amarilla brillante con tendencia a presentar manchas rosadas en la zona expuesta al sol, recubierta de abundante pruina, fina, blanquecina, y una pulpa color amarillo verdoso a amarillo anaranjado, firme y muy jugosa con un sabor medianamente dulce.

## Historia
'Rheingold'® variedad de ciruela incluida en el grupo de las Reinas Claudias, obtenida por el cruce de las variedades 'President' como "Parental Madre" x fecundada por el polen de la variedad 'Severn Cross' como "Parental Padre", antes de 1990 en el "Forschungsanstalt Geisenheim" (Instituto de Investigación Geisenheim), situado en Geisenheim / Rheingau (Alemania). Se comercializó en 1999 como marca registrada® Variedad club.
'Rheingold'® es una de las variedades de ciruela resistentes al Virus de la Sharka.

## Características
'Rheingold'® árbol de porte de crecimiento suelto, ancho y medio fuerte. Crece mejor en un lugar cálido y soleado, idealmente protegido del viento, sus exigencias al suelo del jardín son modestas: debe ser rico en nutrientes, húmico y húmedo y no propenso a encharcarse. Flor blanca, auto polinizable, que tiene un tiempo de floración que comienza a partir del 15 de abril con el 10% de floración, para el 19 de abril tiene una floración completa (80%), y para el 1 de mayo tiene un 90% de caída de pétalos.
'Rheingold'® tiene una talla de tamaño grande a muy grande de forma ovoidea ligeramente asimétrica, con peso promedio de 58 a 82 g;epidermis tiene una piel amarilla brillante con tendencia a presentar manchas rosadas en la zona expuesta al sol, recubierta de abundante pruina, fina, blanquecina; sutura con línea poco visible, de color algo más oscuro que el fruto. Situada en una depresión muy suave, algo más acentuada junto a cavidad peduncular; pedúnculo de longitud mediano, fuerte, leñoso, con escudete muy marcado, muy pubescente, con la cavidad del pedúnculo estrecha, poco profunda, rebajada en la sutura y más levemente en el lado opuesto; pulpa de color amarillo dorado, es medianamente dulce con sólo una sutil nota ácida y tiene un sabor muy refrescante.
Hueso de fácil deshuesado, grande, alargado, muy asimétrico, con el surco dorsal muy ancho y profundo, los laterales más superficiales, zona ventral poco sobresaliente, superficie rugosa.
Su tiempo de recogida de cosecha se inicia de finales de agosto a mediados de septiembre. Es importante tener precaución al cosechar la ciruela amarilla 'Rheingold', porque los frutos con sus tallos gruesos y de longitud media se magullan rápidamente al caer y sólo pueden transportarse y almacenarse de forma limitada.

## Usos
Se usa comúnmente como postre fresco de mesa buena ciruela de postre de fines de verano. Además ya que la piel blanquecina y perfumada se puede quitar fácilmente se puede procesar por ejemplo en mosto, compota o una deliciosa torta.

## Cultivo
Variedad cultivada principalmente en Alemania, Estados Unidos, y República Checa.

## Características y precauciones
Resistente al Virus de la Sharka. La resistencia de 'Rheingold' a la sharka es el resultado de la hipersensibilidad de la cepa al virus. El tejido del árbol muere alrededor del sitio infectado, lo que detiene el avance del patógeno. Por lo tanto, 'Rheingold' solo se puede criar en portainjertos libres de Sharka, si se injerta en un portainjertos infestado, el vástago no crecería debido a la reacción de rechazo.